# 秋沢志篤
秋沢 志篤（あきざわ ゆきあつ、1943年7月1日 - 2017年9月11日）は、日本の実業家。エーエム・ピーエム・ジャパン元代表取締役社長・会長。

## 経歴
- 1943年07月 神奈川県鎌倉市生まれ
- 1966年03月 成蹊大学政治経済学部卒業
- 1966年04月 共同石油株式会社（後のジャパンエナジー）入社
- 1990年06月 エーエム・ピーエム・ジャパン常務取締役
- 1992年06月 エーエム・ピーエム・ジャパン代表取締役社長
- 1997年06月 株式会社ジャパンエナジー（現・ENEOS）取締役
- 1998年10月 東京フットボールクラブ（FC東京）株式会社取締役（兼務）[2]
- 2001年06月 株式会社ジャパンエナジー取締役常務執行役員
- 2002年06月 株式会社ジャパンエナジー取締役常務執行役員退任
- 2004年08月 エーエム・ピーエム・ジャパン代表取締役会長
- 2006年01月 エーエム・ピーエム・ジャパン特別顧問
- 2006年03月 ヒーローズエデュテイメント株式会社を設立し、代表取締役会長に就任
- 2006年03月 株式会社GTFを設立し、代表取締役社長に就任
- 2008年  7月 NPO次代の創造工房を設立し、理事長に就任
- 2017年09月11日死去[1]。74歳没。

## 著書
- 『魂のトレーニング』こう書房、2008年。ISBN 978-4769609803。
- 『「オキテ破り」が人を動かす』日本実業出版社、2008年。ISBN 978-4534044594。